# バドラート
バドラート（イタリア語: Badolato）は、イタリア共和国カラブリア州カタンザーロ県にある、人口約3,000人の基礎自治体（コムーネ）。

## 地理

### 位置・広がり

#### 隣接コムーネ
隣接するコムーネは以下の通り。括弧内のVVはヴィボ・ヴァレンツィア県所属を示す。
- ブロニャトゥーロ (VV)
- イスカ・スッロ・イオーニオ
- サン・ソステネ
- サンタ・カテリーナ・デッロ・イオーニオ